# Castillon (tổng của Lembeye)
Castillon (tên chính thức Castillon (tổng của Lembeye), đôi khi được gọi là Castillon-de-Lembeye) là một commune tỉnh Pyrénées-Atlantiques, thuộc vùng Aquitaine, tây nam nước Pháp.